# Tron
Tron je americký film, natočený v roce 1982 společností Walt Disney Pictures, z velké části za pomoci superpočítače Cray-1. Znamenal jeden z předělů v nasazení počítačové grafiky ve filmu – počítačem animované pasáže poprvé tvoří podstatnou část filmu. Většina příběhu se odehrává v počítačovém světě, který je reprezentován generovanými prostředími a postavy hrané živými herci jsou dokreslovány počítačem.
Film byl natočen ve studiích Disney, režisérem byl Steven Lisberger, hlavní role ztvárnili herci Jeff Bridges, Bruce Boxleitner a David Warner.

## Děj
Kevin Flynn (Jeff Bridges) je mladý a nadaný softwarový inženýr. Během svého dřívějšího zaměstnání v softwarové korporaci ENCOM po pracovní době vyvinul několik video her pro založení své vlastní firmy. Jeho kolega Ed Dillinger (David Warner) ale Flynnův kód ukradne a představí jako svůj vlastní, čímž dosáhne rychlého povýšení. Zatímco Dillinger se nakonec stává vedoucím pracovníkem společnosti, Flynn je snížen na provozování videoherny, která obsahuje několik jím vytvořených her.
Během několika měsíců se Flynn snaží proniknout do počítačového systému, aby nalezl důkazy Dillingerova provinění, ale jeho pokusy jsou blokovány Master Control Programem (MCP) (v české dabingu je použit termín "Dálkové ovládání"), což je umělá inteligence ovládající mainframe ENCOMu.
Dillinger opravňuje MCP prosadit přísnější bezpečnostní kontrolu, čímž bezděčně zruší přístup Alanovi Bradleymu (Bruce Boxleitner), zaměstnanci ENCOMu a bývalému kolegovi Flynna. Bradley požádá Dillingera zpět o povolení přístupu a řekne mu o svém programu Tron. Jedná se o bezpečnostní program, který by sledoval komunikaci mezi MCP a vnějším světem. Dillinger Bradleyho odmítá a řekne mu, ať je trpělivý. Po odchodu Alana napomene MCP Dillingera s tím, že "si nemůže dovolit" být monitorován jinými programy. Odhalí svůj záměr proniknout do Pentagonu s odůvodněním, že muže řídit věci mnohem efektivněji, než "jakýkoliv člověk". Když se Dillinger pokusí převzít kontrolu nad MCP, je v podstatě vydírán, aby se zachoval podle jeho vůle.
Mezitím Alan a jeho přítelkyně a spolupracovnice Dr. Lora Baines (Cindy Morgan) varují Flynna, že Dillinger ví o jeho pokusu o vniknutí do systému a uzamčení mainframu. Flynn jim poví o tom, jak Dillinger ukradl jeho herní programy a Alan mu prozradí, že by chtěl spustit svůj bezpečnostní program Tron, aby hlídal Dillingera a MCP. Flynn se zmíní, že když ho Alan a Lora dostanou do ENCOMu, mohl by obejít nové kontrolní prvky, které zrušily Alanův přístup do systému. V laboratořích ENCOMu je testovací laser používaný k digitalizaci skutečných objektů do počítače. Lora posadí Flynna k terminálu poblíž laseru, kde se pokouší proniknout do jiné bezpečnostní skupiny. Přes terminál je Flynn konfrontován s MCP, který převezme ovládáni laseru, střelí Flynna do zad a digitalizuje jej tak do mainframu ENCOMu.
Flynn se objeví ve vstupně/výstupním portu obklopen programy, které jsou zastoupeny lidskými postavami s podobou svých tvůrců. Při přesunu do vnitřní oblasti se dozvídá, že většina programů si váží Uživatelů, ale že MCP prostřednictvím svého velitele Sarka (Warner) se je snaží přimět, aby se vzdali tohoto "pověrčivého a hysterického přesvědčení". Programy, které toto odmítnou, jsou nuceny hrát gladiátorské souboje, ve kterých je poražený de-rezován' (zkratka pro deresolution, v podstatě to znamená usmrcení). Flynn je poslán do jedné takové hry, ale odmítá ji dokončit. Sark de-rezuje Flynnova soupeře a chystá se zabít i Flynna, ale nechá ho žít podle pokynů MCP: "Chci aby hrál, dokud při tom neumře." Krátce poté Flynn potkává program Tron (Boxleitner) a mluví spolu o společném úmyslu "sesadit" MCP.
Oba jsou pak vzati do arény Světelného cyklu, kde uniknou do mainframu spolu s jiným programem, Ram (Dan Shor). Sarkovy jednotky je pronásledují a Tron je nucen se oddělit od skupiny a míří do nejbližší vstupně-výstupní věže, zatímco Flynn bere zraněného Rama do bezpečí. Zatímco Ram de-rezuje, uvědomí si, že Flynn je Uživatel a žádá ho, aby pomohl Tronovi. Flynn se vrátí a ukradne poškozený Rekognizér, přitom objeví zvláštní schopnosti, které má v digitálním světě, a vydává se hledat Trona.
Tron se mezitím spojí s Yori (Morgan), vkrade se do vstupně-výstupní věže a od Bradleyho dostává pokyny ke zničení MCP. Tron a Yori nastoupí do simulátoru solárního plavidla, aby se rychle dostali k MCP. Flynnovi se podaří v poslední chvíli nastoupit a během cesty jim prozradí, že je Uživatel. Sarkova velitelská loď zničí plavidlo a Yori s Flynnem jsou zajati. Tron je domněle zabit při srážce.
Sark vezme několik zajatých Programů, opouští svou velitelskou loď a přesouvá se do jádra MCP. Flynna a Yori ponechává na palubě lodi a začne ji de-rezovat, ale Flynn ji dokáže udržet netknutou a Yori naživu. MCP pošle Sarka ven, protože cítí "něčí přítomnost". Sark bojuje s Tronem, který předtím tajně pronikl na palubu jeho vozidla, zatímco MCP sděluje programům, že je asimiluje do sebe. Tron získává převahu a Sarka vážně poškodí. Tron pak zaútočí na MCP přímo a snaží se prolomit jeho štít, zatímco MCP přenese své funkce a nechává Sarka vyrůst do obrovské velikosti.
Flynn přeskakuje ze Sarkovy lodi do jádra MCP a rozptýlí jej na dostatečně dlouhou dobu, aby odhalil mezeru ve štítu. Tron hází svůj disk do mezery, čímž zničí MCP a Sarka a osvobodí digitální svět. Vstupně/výstupní věže na celém obzoru se rozsvítí, jak Programy začínají komunikovat se svými Uživateli.
Zatímco Tron a Yori přemítají o Flynnově osudu, Flynn je poslán zpět do skutečného světa pomocí rekonstrukce digitalizačním laserem u terminálu Lory. Tiskárna vedle něj tiskne hledaný důkaz o tom, že Dillinger "připojil" jeho kód. Dillinger dorazí druhý den ráno, nalézá nefunkční MCP a důkaz svého provinění zobrazený na svém displeji. Po nějaké době se Flynn stane generálním ředitelem (CEO) ENCOMu.

## Obsazení
| Jeff Bridges     | Kevin Flynn         |
| Bruce Boxleitner | Alan Bradley/Tron   |
| David Warner     | Ed Dillinger        |
| Barnard Hughes   | doktor Walter Gibbs |
| Peter Jurasik    | Crom                |
| Tony Stephano    | Peter               |
| Dan Shor         | Ram                 |
| Cindy Morgan     | Lora/Yori           |
| Michael Dudikoff | Program #2          |